# Paul-Eugène-Victor Bacquet
Paul-Eugène-Victor Bacquet est un sculpteur français né à Villemaur (Aube) le 22 février 1848 et mort à Paris 15e le 29 août 1901.

## Biographie
Paul-Eugène-Victor Bacquet naît à Villemaur. Il se rend à Paris grâce à une pension du conseil général de l'Aube et devient l'élève de Jean-Baptiste Farochon, d'Auguste Dumont, d'Alexandre Oliva et d'Henri-Frédéric Iselin. Il débute au Salon de 1870 et y fait des envois réguliers presque chaque année, jusqu'en 1899. On lui doit quelques statues et surtout de nombreux bustes, parmi lesquels celui du baron Taylor pour l'Institut et celui de Guillaume Dupuytren pour l'Académie de médecine.
Il meurt à Paris au 185, boulevard Lefebvre, dans la nuit du 28 au 29 août 1901.

## Œuvres

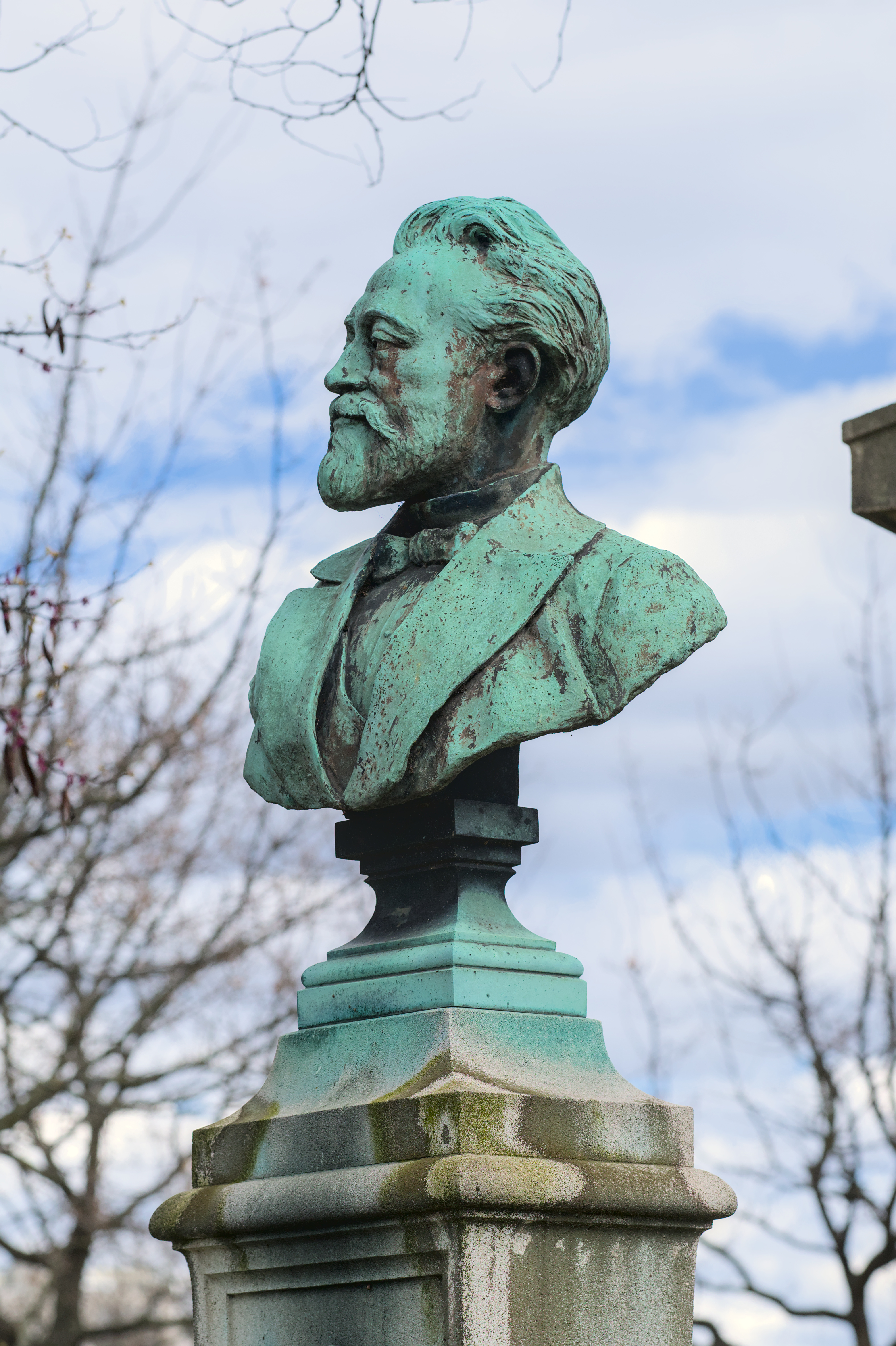
Buste en bronze de Albert Pétrot (1899).

- Bacchus jeune, statue en plâtre, 1,66 m, Salon de 1870 (no 4255), musée des Beaux-Arts de Troyes.
- Un exilé, statue en plâtre, Salon de 1873 (no 1503).
- M. C. Vincent, buste en plâtre, Salon de 1874 (no 2651).
- Jeune Gaulois marchant au supplice, statue en plâtre, Salon de 1876 (no 3055).
- Velléda, statue en plâtre, Salon de 1878 (no 4021).
- M. E. Jacques, conseiller municipal de Paris, buste en plâtre, Salon de 1879 (no 4774).
- Jeune fille, statue en plâtre, Salon de 1880 (no 6066).
- M. le commandant d'état-major A…, buste en bronze, Salon de 1881 (no 3592).
- Le Baron Taylor, buste en plâtre commandé par l'État pour le palais de l'Institut, Salon de 1882 (no 4075). Un exemplaire en terre cuite de ce buste a été donné par l'auteur au musée des Beaux-Arts de Troyes en 1883.
- M. J. B…, buste en marbre, Salon de 1883 (no 3304).
- Danton, buste en plâtre, 1,20 m, Salon de 1883 (n°3305), musée des Beaux-Arts de Troyes.
- L'Innocence, statue en plâtre, Salon de 1884 (no 3259 bis).
- M. Paul Mounet, buste en plâtre, Salon de 1885 (no 3315).
- Mlle Marie Fresnau, buste en marbre, Salon de 1885 (no 3316).
- Mlle Georgette…, buste en marbre, Salon de 1886 (no 3456).
- M. C. B…, buste en bronze, Salon de 1886 (no 3457).
- Mme L. H…, buste en plâtre, Salon de 1887 (no 3604).
- M. le comte de Bourgoing, buste en plâtre, Salon de 1887 (no 3605).
- Source de la Vanne, statue en plâtre, projet de fontaine, demi-grandeur d'exécution, Salon de 1888 (no 3747).
- Portrait d'enfant, buste en marbre, Salon de 1888 (no 3748).
- Portrait de M. Barré, buste en plâtre, Salon de 1889 (no 4000).
- Portrait de M. Chaillou, médaillon haut-relief, Salon de 1889 (no 4001).
- Dupuytren, buste en marbre, Paris, Académie de médecine. Le modèle en plâtre a été envoyé par l'État, en 1891, à Sète au musée Paul-Valéry.
- Pierre Joigneaux (1815-1892), agronome, buste en marbre, érigé dans la cour d'honneur de l'École nationale supérieure d'horticulture à Versailles. Le modèle en plâtre a figuré au Salon de 1890 (no 3478).
- Jeanne d'Arc, statue en marbre, Salon de 1890 (no 3479).
- M. Armand Marin, buste en plâtre, Salon de 1892 (no 2245).
- M. G. Holley, vélocipédiste, champion de France, buste en plâtre, Salon de 1892 (no 2246).
- Mme X…, buste en plâtre, Salon de 1893 (no 2529).
- M. Paul Bézine, député de l'Yonne, buste en terre cuite, Salon de 1893 (no 2530).
- Mme Allar, buste en plâtre, Salon de 1894 (no 2719).
- Mlle M. L…, médaillon en terre cuite, Salon de 1895 (no 2833).
- Portrait de Mlle Aimée Petit, buste en terre cuite, Salon de 1896 (no 3187).
- Gabriel Vicaire, buste en plâtre, Salon de 1897 (no 2663).
- Camille Pelletan, buste en plâtre, Salon de 1897 (no 2664).
- M. P, conseiller a la Cour d'appel, buste en plâtre (no 3118).
- Portrait de M. Pierrhuyes, buste en bronze, Salon de 1899 (no 3173).
- Portrait de M. le docteur Clément Pierrhuyes, buste en plâtre, Salon de 1899 (no 3174).
- Albert-Augustin Pétrot, avocat à la Cour d'appel (mort en 1897), 1899, buste en bronze, 82 cm, inauguré en décembre 1899 à Paris au cimetière du Montparnasse.